# Municipio de San Bartolo
Municipio de San Bartolo är en kommun i Guatemala.   Den ligger i departementet Departamento de Totonicapán, i den västra delen av landet, 110 km nordväst om huvudstaden Guatemala City.